# Takaishi
 Takaishi (高石市, Takaishi-shi) est une municipalité ayant le statut de ville dans la préfecture d'Osaka au Japon.

## Géographie

### Localisation
Takaishi est située dans le sud de la préfecture d'Osaka, au bord de la baie d'Osaka.

## Histoire
La ville de Takaishi est créée le 1er novembre 1966.

## Économie
La partie ouest de la ville est occupée par des raffineries. 

## Sports
La ville possède un complexe sportif avec une patinoire, l'Osaka Prefectural Rinkai Sports (大阪府立臨海スポーツセンター) (RINSPO),.

## Transports
Takaishi est desservie par la ligne Hanwa de la JR West et les lignes Nankai et Takashinohama de la Nankai. La gare de Hagoromo est la principale gare de la ville.

## Jumelage
Takaishi est jumelée avec Lomita aux États-Unis.